# Museo de la Ocupación Soviética de Kiev

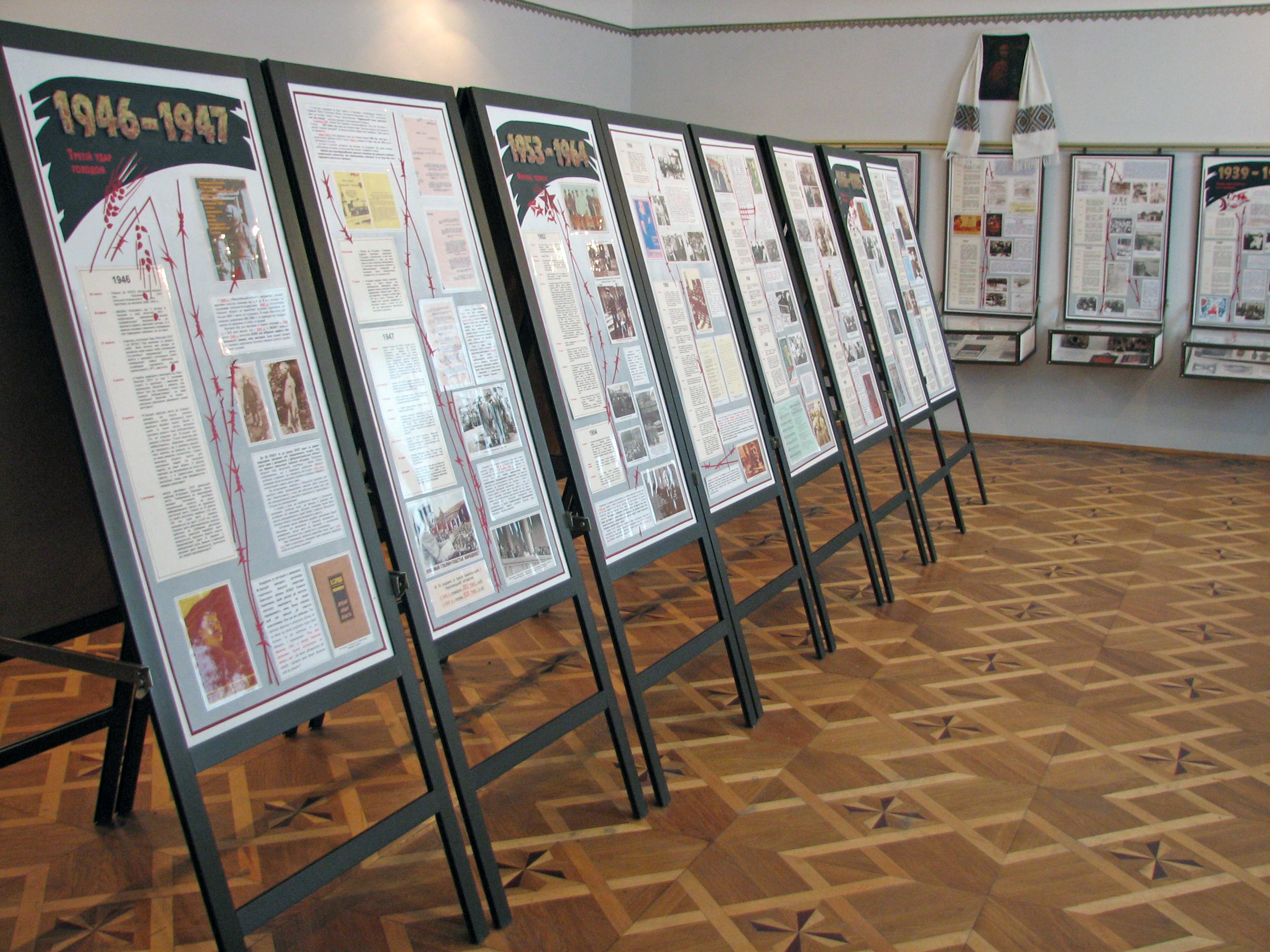
Parte de las exposiciones del Museo de la Ocupación Soviética en 2007.

El Museo de la Ocupación Soviética (en ucraniano: Музей совєтської окупації, Muzei sovietskoi okupatsii) de Kiev, Ucrania está dedicado a retratar los crímenes del régimen soviético en Ucrania de 1917 a 1991. Fue inaugurado en noviembre de 2001 por la rama Vasyl Stus de la Sociedad Memorial como una exposición Para no ser olvidada": La crónica de la inquisición comunista. Entre 2001 y 2007, la exposición se convirtió en un museo de pleno derecho. El 30 de mayo de 2007, recibió su nombre actual.

## Historia del museo

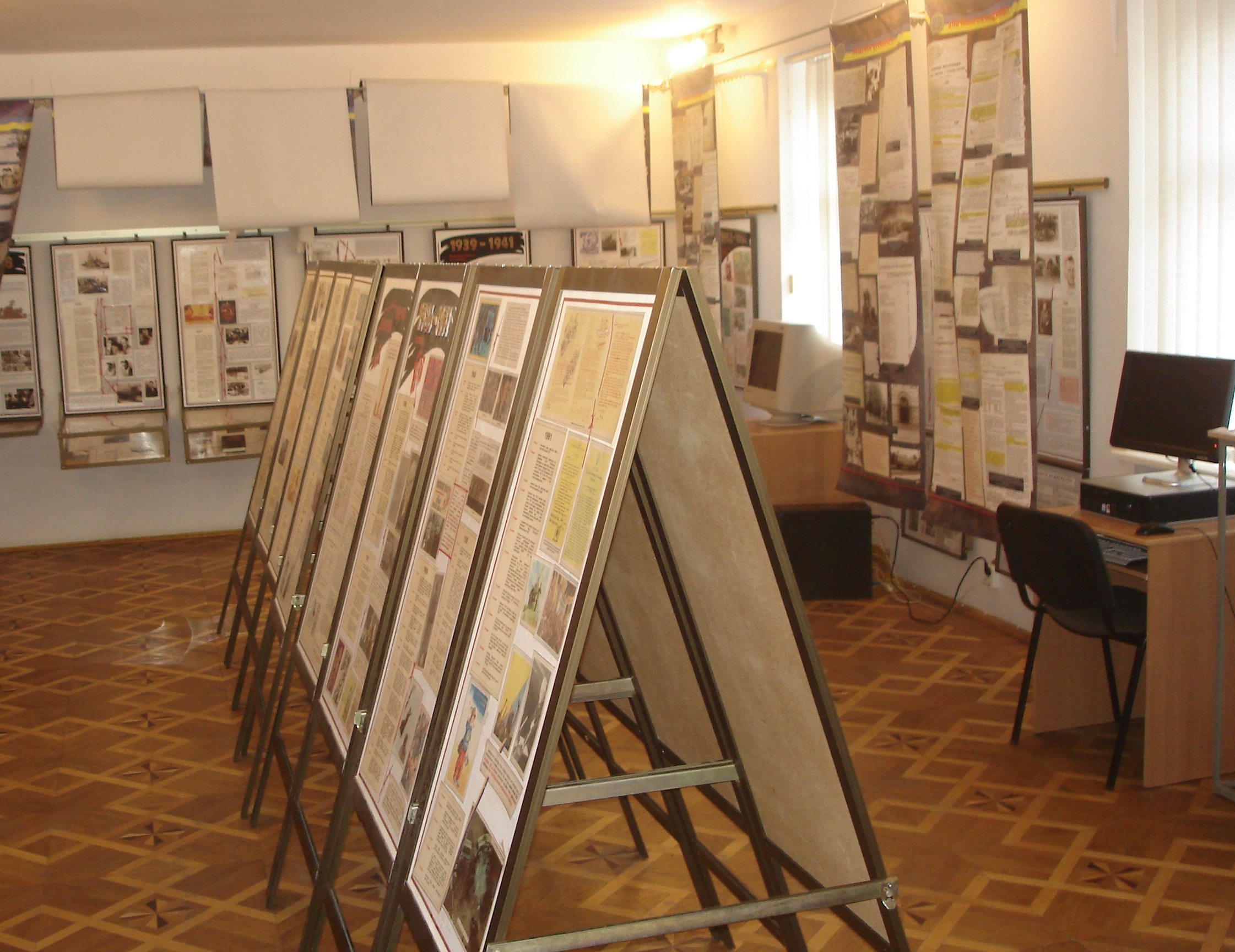
Un fragmento del Museo de la Ocupación en 2012.

En noviembre de 2001, la rama Vasyl Stus de la Sociedad Memorial estableció en sus instalaciones una exposición titulada No ser olvidado": La crónica de la inquisición comunista. Documentos, fotografías y carteles conformaron los elementos iniciales de la exposición. Estos fueron reunidos por la rama del Memorial en Ucrania y por organizaciones hermanas en Rusia. Entre las piezas más interesantes de la exposición se encuentra un gran mapa de los campos de concentración soviéticos en Ucrania creado en la época de Lavrenti Beria.
La exposición contenía secciones como Martirología de Kiev, Solovky ucraniano, una exposición sobre la represión del idioma ucraniano, una biblioteca especial. Tiene un gran archivo de documentos, libros, cintas de vídeo, etc.
En mayo de 2007 la exposición fue nombrada Museo de la Ocupación Soviética. El Museo fue visitado por el presidente Honorario de la Unión Internacional Paneuropea, un político europeo y un descendiente directo de la familia de los Habsburgo, Otón de Habsburgo-Lorena.
El hecho mismo de la apertura de una institución de este tipo suscitó inicialmente controversias en la sociedad ucraniana. Olha Ginsburg, el jefe del Comité Estatal de Archivos de Ucrania en ese momento y miembro del Partido Comunista de Ucrania, se negó a compartir los materiales de archivo con el nuevo Museo. Esa negativa fue descrita por el director de la Sociedad Conmemorativa de Vasyl Stus, Roman Krutsyk, «como una práctica comunista ordinaria para ocultar sus crímenes».
Existen museos homónimos activos en Georgia (Museo de la Ocupación Soviética (Tiflis), Letonia  y Estonia.